# Somebody (Bonnie McKee)
Somebody è il singolo di debutto della cantante Bonnie McKee, pubblicato il 20 luglio 2004 dall'etichetta discografica Reprise Records. Il singolo è stato pubblicato su iTunes e contiene sia la versione originale che la versione acustica.

## Tracce
1. Somebody – 4:12
2. Somebody (Versione acustica) – 3:45